# 後志國
後志國（日语：〔〕／ Shiribeshinokuni */?），是日本明治時代所劃分的地方令制國，隸屬於當時北海道的廣域內。轄區包含現在北海道轄下後志綜合振興局除了虻田郡和小樽市錢函4～5丁目以外的大部分區域、檜山振興局的北部區域。

## 歷史
- 1869年8月15日：北海道設置11國86郡，後志國成立；下設久遠郡、奧尻郡、太櫓郡、瀨棚郡、島牧郡、壽都郡、歌棄郡、磯屋郡、岩內郡、古宇郡、積丹郡、美國郡、古平郡、余市郡、忍路郡、高島郡、小樽郡。[1]
- 1872年：進行人口調查，統計人口為19,098人，在北海道人口僅次於渡島國。

## 相關項目
- 日本令制國列表